# Psihiatrija
Psihiatrija je posebna medicinska veja, namenjena diagnosticiranju, preprečevanju in zdravljenju škodljivih duševnih stanj. Sem spadajo različne zadeve, povezane z razpoloženjem, vedenjem, kognicijo, zaznavami in čustvi. 
Začetna psihiatrična ocena osebe se začne z izdelavo anamneze in izvedbo pregleda duševnega stanja. Opravijo se lahko fizični pregledi, psihološki testi in laboratorijski testi. Občasno se izvaja slikanje nevronov ali druge nevrofiziološke študije.
Duševne motnje se diagnosticirajo v skladu z diagnostičnimi priročniki, kot sta Mednarodna klasifikacija bolezni (ICD), ki jo je uredila Svetovna zdravstvena organizacija (WHO), in Diagnostični in statistični priročnik duševnih motenj (DSM), ki ga je izdalo Ameriško psihiatrično združenje (APA). Peta izdaja DSM (DSM-5), objavljena maja 2013, je reorganizirala kategorije motenj in dodala novejše informacije in vpoglede v skladu s trenutnimi raziskavami.
Zdravljenje lahko vključuje psihotropna zdravila (psihiatrična zdravila), intervencijske pristope in psihoterapijo ter tudi druge načine, kot so asertivno zdravljenje v skupnosti, krepitev skupnosti, zdravljenje odvisnosti od substanc in podprta zaposlitev. Zdravljenje se lahko izvaja bolnišnično ali ambulantno, odvisno od resnosti funkcionalne okvare ali tveganja za posameznika ali skupnost. Raziskave znotraj psihiatrije potekajo interdisciplinarno z drugimi strokovnjaki, kot so epidemiologi, medicinske sestre, socialni delavci, delovni terapevti in klinični psihologi.
Psihiater je zdravnik, doktor medicine, ki je končal medicinsko fakulteto in opravil specializacijo ter specialistični izpit iz psihiatrije. Psihiater se ukvarja z odkrivanjem in zdravljenjem duševnih motenj in bolezni v okviru psihiatrije. Za pridobitev naziva specialist psihiatrije v Sloveniji je potrebna končana osemletna oz. devetletna osnovna šola, opravljena matura, končana medicinska fakulteta – univerzitetni program, pol leta pripravništva in petletna specializacija iz psihiatrije. Po tem se lahko psihiater zaposli v bolnišnicah, psihiatričnih bolnišnicah, ali v zdravstvenih domovih, lahko pa tudi odpre zasebno ordinacijo.